# Túnel Las Palmas
El Túnel Las Palmas es un túnel chileno, declarado como monumento nacional en 2011 junto a otros túneles y puentes de la región de Coquimbo, Está ubicado en la comuna de Los Vilos, en el kilómetro 26.14 de la ruta D-37-E Illapel-Tilama. 

## Historia
El Túnel Las Palmas es parte de los vestigios de la red longitudinal ferroviaria norte (ordenada a construir por el presidente José Manuel Balmaceda en 1888) a finales del siglo XIX y principios del XX. Esta ruta fue creada como una alternativa para el transporte de carga, bienes e insumos para la explotación agrícola de la zona interior del país, y también como una ruta alterna para el transporte logístico de personal y material militar. Esta red converge con la ruta de ingreso de Diego de Almagro a Chile, por esto se relaciona estrechamente con el periodo del descubrimiento de Chile. 
El Túnel Las Palmas fue cerrado la fecha 20 de marzo de 2020 debido a la pandemia mundial de COVID-19, para mantener la seguridad sanitaria de las zonas del país habiendo solo un punto sanitario para el paso desde el centro hacia el norte del país, este cierre preventivo fue para poder efectuar un mejor rastreo de las personas con COVID-19. Posteriormente fue reabierto la fecha 26 de agosto de 2020 con un acuerdo previo de la comunidad que está conectada al túnel
Es uno de los 9 monumentos ferroviarios del antiguo ramal Los Andes- Vicuña, fundados por el presidente Ramón Barros Luco en 1910.

## Aspectos constructivos
El Túnel fue creado con una tecnología que actualmente está en desuso, pero dicha forma representa una solución técnica de esa época, además de presentar soluciones para puentes y túneles, para estos últimos resueltos en metal y piedra por lo cual se está ante la existencia de una muestra diversa de tecnologías pretéritas, por ende esta obra se ha conservado y preservado, debido a su importancia para la cultura e identidad de Chile y para la región de Coquimbo
El Túnel Las Palmas posee unas dimensiones de 966 metros de longitud una altura de 5,20m y un ancho de 4,20m. 